# Marcos Jorge de Lima
Marcos Jorge de Lima (Rio de Janeiro, 31 de março de 1979) é um administrador e político brasileiro. Atualmente exerce o mandato de Deputado Estadual por Roraima.
Foi Ministro da Indústria, Comércio Exterior e Serviços (MDIC) no governo de Michel Temer. Também exerceu o cargo de secretário-executivo no mesmo Ministério. De perfil técnico, ocupou, na condição de membro efetivo, cadeira no Conselho Fiscal do Banco Nacional de Desenvolvimento Econômico e Social (BNDES) e no Conselho Fiscal da Agência Especial de Financiamento Industrial (FINAME). Presidiu diversos colegiados, dentre os quais o Comitê de Financiamento e Garantia das Exportações (COFIG), o Comitê Nacional de Investimentos (CONINV), e o Conselho Administrativo da Suframa - CAS.
Sua gestão no MDIC foi marcada por entregas importantes para o país com impacto direto na economia, ajudando na melhoria do ambiente de negócios, atração de investimentos e fortalecimento econômico do Brasil. Destacam-se o Portal Único do Comércio Exterior, o programa automotivo Rota 2030, a Agenda Brasileira para a Indústria 4.0 e diversas negociações internacionais que culminaram com o Brasil na primeira colocação em facilitação de comércio no ranking da Organização Mundial do Comércio (OMC).
No governo Dilma Rousseff exerceu a função de secretário-executivo (vice-ministro) do Ministério do Esporte, com forte atuação na fase conclusiva para a realização dos Jogos Olímpicos e Paralímpicos de 2016.
Antes de assumir a Secretaria-Executiva do Ministério do Esporte, comandou a Superintendência Federal da Pesca e Aquicultura e a Secretaria de Estado da Cultura em Roraima. Destacou-se nesse período como excelente gestor e articulador, imagem consolidada mais a diante.
Em 2019 retornou para Roraima para comandar a área econômica do governo Antonio Denarium, assumindo a Secretaria de Planejamento e Desenvolvimento com a missão de recuperar um estado quebrado, que sofrera a primeira intervenção federal plena em um Executivo desde a Constituição Federal de 1988. Após organizar o orçamento e planejar os próximos passos do estado, em 2020 assumiu a Secretaria da Fazenda onde reorganizou as finanças de Roraima, que pela primeira vez foi avaliado com Nota A pelo Tesouro Nacional, avaliado também como o terceiro melhor ambiente de negócios do país pelo Banco Mundial e primeiro lugar em liberdade econômica do Brasil em estudo realizado pelo Centro Mackenzie de Liberdade Econômica.
Em 2023 foi empossado, em cerimônia realizada no Fórum Advogado Sobral Pinto, como membro da Academia Roraimense de Letras (ARL), passando a sentar na cadeira nº 1, já ocupada por Dorval de Magalhães, autor do Hino de Roraima e Ottomar Pinto, tendo como patrono Marechal Rondon.

## Formação Acadêmica
Graduado em Administração Legislativa pela Universidade do Sul de Santa Catarina e Mestre em Políticas Públicas e Gestão Governamental pela Escola de Administração do Instituto Brasiliense de Direito Público (IDP).

## Linha do Tempo da Carreira Governamental

### 2003 - 2012
- Assessor Parlamentar, Assembleia Legislativa do Estado de Roraima

### 2013 - 2014
- Membro Titular do Conselho Consultivo do Parque Nacional do Viruá, Ministério do Meio Ambiente

- Superintendente Federal em Roraima, Ministério da Pesca e Aquicultura

### 2015
- Secretário de Estado da Cultura, Governo do Estado de Roraima

### 2015 - 2016
- Secretário-Executivo, Ministério do Esporte

### 2016
- Chefe de Gabinete do Ministro, Ministério da Indústria, Comércio Exterior e Serviços

### 2016 - 2017
- Representante Titular do MDIC, Conselho Deliberativo da ABNT

### 2016 - 2018
- Secretário-Executivo, Ministério da Indústria, Comércio Exterior e Serviços

- Membro efetivo do Conselho Fiscal do BNDES, Ministério do Planejamento, Desenvolvimento e Gestão

- Membro Titular representante do MPDG, Conselho Fiscal da Agência Especial de Financiamento Industrial (FINAME)

- Co-presidente, Comitê Nacional de Investimentos (CONINV)

- Presidente, Comitê de Financiamento e Garantia das Exportações (COFIG)

### 2018
- Ministro, Ministério da Indústria, Comércio Exterior e Serviços

- Presidente, Conselho Consultivo do Setor Privado (Conex)

- Presidente, Conselho Nacional de Metrologia, Normalização e Qualidade Industrial (CONMETRO)

- Presidente, Conselho Nacional das Zonas de Processamento de Exportação (CZPE)

- Presidente, Conselho de Administração da SUFRAMA

- Presidente, Conselho Deliberativo da ABDI

### 2019 - 2020
- Secretário, Secretaria de Estado do Planejamento e Desenvolvimento de Roraima

### 2020 - 2022
- Secretário, Secretaria de Estado da Fazenda de Roraima

### 2023 - atual
- Deputado Estadual, Assembleia Legislativa de Roraima

- Membro, Academia Roraimense de Letras